# Claire Bishop
Claire Bishop (1971) es una historiadora de arte, crítica, autora y profesora en el Departamento de Historia del Arte en el Graduate Center de la Universidad de la Ciudad de Nueva York (CUNY) desde septiembre de 2008. Bishop es editora de los libros Participation (2006) e Installation Art: A Critical History (2005) y es colaboradora de muchas revistas de arte incluyendo Artforum y October.
Su ensayo Antagonismo y estética relacional (en inglés Antagonism and Relational Aesthetics) que apareció en October en 2004, continúa siendo una crítica influyente de la estética relacional. Sus libros han sido traducidos a más de dieciocho lenguas.

## Educación y primeros años
Bishop estudió Historia del Arte en la Universidad St. John, Cambridge (1990-1994) y completó su MA y Ph.D en la Universidad de Essex en 1996 y 2002 respectivamente. Se convirtió en profesora asociada en el Departamento de Historia de Arte en la Universidad de Warwick, Coventry de 2006 a 2008 y en Tutor en Teoría Crítica en el Departamento de Curaduría de Arte Contemporáneo en la Royal College of Art, Londres de 2001 a 2006.

## Carrera
La investigación actual de Claire Bishop aborda el impacto de las tecnologías digitales en el arte contemporáneo, así como las cuestiones de amateurismo y "de-skilling" en la danza contemporánea y el arte de performance. Su libro reciente Artificial Hells: Participative Art and the Politics of Spectatorship (2012) es la primera visión histórica y teórica del arte participativo socialmente comprometido, más conocido en los Estados Unidos como "práctica social". En él, Bishop sigue la trayectoria del arte del siglo XX y examina momentos clave en el desarrollo de una estética participativa. Este Itinerario recoge el Futurismo y el Dada; la Internacional Situacionista; Happenings en Europa del Este, Argentina y París; el Movimiento de las Artes Comunitarias de 1970; y el Artists Placement Group. Concluye con una discusión de proyectos educativos a largo plazo de artistas contemporáneos como Thomas Hirschhorn, Tania Bruguera, Pawel Althamer y Paul Chan. Artificial Hells: Participatory Art and the Politics of Spectatorship fue revisado en una amplia gama de publicaciones incluyendo Art in America, Revista de Arte, CAA Reviews (College Art Association), Art Review, Art Montly y TDR: The Drama Review. En 2013, Artificial Hells ganó el Frank Jewett Mather Prize por la crítica de arte y el premio de libro ASAP, y en 2016 fue traducido al español por la editorial Taller de Ediciones Económicas en México.

## Publicaciones seleccionadas
- 1968-1989: Political Upheaval and Artistic Change. Varsovia: Museum of Modern Art, 2010. (ISBN 9788392404408)
- Artificial Hells: Participatory Art and the Politics of Spectatorship. Londres: Verso, 2012. (ISBN 9781844676903)
- Double Agent. Londres: ICA, 2009.(ISBN 9781900300582)
- Installation Art: A Critical History. Londres: Tate, 2005. (ISBN 9780415974127)
- Participation. Londres: Whitechapel/MIT Press, 2006. (ISBN 9780415974127)
- Radical Museology, or, What's Contemporary in Museums of Contemporary Art? Londres: Koenig Books, 2013 (ISBN 9783863353643)

### Publicaciones en español
- Infiernos artificiales. Arte participativo y políticas de la espectaduría (tr. Israel Galina Vaca) / Taller de Ediciones Económicas, 2016 (ISBN 978-607-965-195-4)[14]